# Рудакова, Ульяна Викторовна
Ульяна Викторовна Рудакова (до брака Петрова, род. 10 апреля 1979, г. Балашов, Саратовская область) — украинская певица.

## Биография
С раннего детства Ульяна увлекалась музыкой и пением, музыкальный дар унаследовала от родителей. Отец Ульяны, Виктор Владимирович Петров по профессии — музыкант, окончил Балашовское музыкальное училище по классу кларнет, а мать Елена Владимировна Петрова — окончила то же училище по специальности дирижер-хоровик. По долгу службы отца семье Петровых приходилось часто переезжать, так в 1984 году Ульяна с родителями переезжает в Восточную Германию в военный городок Йена, где и состоялось её первое дебютное выступление с ансамблем. В семь лет Ульяна выходит на сцену в качестве солистки уже с военным оркестром города Вайсенфельс под управлением её отца.
В 1991 году семья переезжает на постоянное место жительства в город Мариуполь (Украина, Донецкая область). Здесь и начался активный творческий рост будущей певицы. В 17 лет Ульяна становится солисткой «Эстрадно-джазового оркестра комбината Азовсталь», а в 25 «Мариупольского муниципального духового оркестра им. Папушникова».
В 2004 году получила высшее педагогическое образование в Бердянском Государственном Педагогическом Университете, а в 2009 году окончила Харьковскую Государственную Академию Культуры по специальности эстрадный вокал.
В 2009 году Ульяна Рудакова стала одним из десяти участников музыкально-развлекательного шоу «Народная звезда» (Народна зірка)на ТРК Украина. Благодаря колоссальной поддержке телезрителей и партнеров по шоу Потапа и Насти Каменских Ульяна победила в этом телепроекте и получила звание Народной Звезды и призовой фонд в размере 100000 грн. Но не только зрители смогли оценить талант Ульяны, судейский состав в числе таких знаменитых людей как Барбара Брыльска, Анастасия Заворотнюк, Юрий Рыбчинский на протяжении всех эфиров оценивали наивысшими балами её выступления. «Я не знаком с Глорией Гейнер, но я знаю Ульяну Рудакову, а знаете кто это? Это певица у которой Потап и Настя бэк-вокалисты!!!» сказал на одном из эфиров Юрий Рыбчинский, а сми сравнило Ульяну с англичанкой, победительницей аналогичного шоу, Сьюзан Бойл.
В 2010 году приглашена в состав жюри регионального телевизионного конкурса «Континент талантов» транслировавшегося по ТРК Донбас.
2012 год. Ульяна проходит в финал украинского национального отбора «Евровидение 2012» с авторской песней мариупольского композитора Никиты Аверкиева «Ти не один». По результатам смешанного голосования жюри и телезрителей Ульяна вошла в десятку лучших и разделила седьмое место с Ольгой Поляковой..

## Достижения
- дипломант Международного фестиваля лирической песни «Отчий Дом» им. Е.Мартынова (2000).
- победитель городского конкурса «Будущее Мариуполя» (2001).
- лауреат третьей премии фестиваля «Червона рута (фестиваль)» (2001).
- дипломант международного фестиваля «Золотой Скиф» (2002)
- победитель в номинации MX Solo фестиваля «Молода Хвиля»(2004)
- Победитель телевизионного шоу «Народная звезда» (2009).
- Участница телевизионного шоу «Голос страны (Украина)»(2011).
- Финалист украинского отбора песенного конкурса «Евровидение»(2012)[7]